# Mary E. Boyle
Mary Elizabeth Boyle (Pittachar, Crieff, 11 de agosto de 1881–París, 22 de diciembre de 1974) es una prehistoriadora, arqueóloga y traductora escocesa.

## Biografía
Boyle nació el 11 de agosto de 1881 cerca de Crieff, Perthshire, Escocia, en una familia acomodada. Su madre, Agnes Lumbsden, murió al dar a luz a su tercera hija. Mary, sus dos hermanas y sus dos hermanos perdieron a su padre, el contraalmirante RH Boyle, en 1892.
Con 18 años, Boyle viajó a Italia para estudiar arte durante dos años antes de regresar a Escocia y permanecer allí durante la Primera Guerra Mundial. Durante la guerra, trabajó como enfermera en un centro de refugiados belga en Glasgow y viajó tanto a Francia como a Italia.
El interés de Boyle por la prehistoria europea comenzó cuando trabajó como secretaria del erudito británico Miles Crawford Burkitt, discípulo de Henri Breuil. Cuando Boyle conoció a Breuil en 1920. Desde 1924 fue su alumna en el recién creado Institut de Paléontologie Humaine de París y, pronto, pasó a ser su estrecha colaboradora durante los últimos treinta y siete años de la vida de Breuil. Breuil reconoció que su trabajo se benefició enormemente de la presencia de Boyle a su lado. Juntos fueron pioneros en el descubrimiento y la interpretación de las pinturas rupestres prehistóricas.
Como tantas mujeres del siglo XX, Boyle no fue plenamente reconocida por derecho propio, ni siquiera se la acreditó como colaboradora crucial en la investigación y el trabajo de campo de Breuil. Sin embargo, al traducir al inglés algunas monografías francesas de Breuil, influyó seriamente en la correlación de términos técnicos y arqueológicos. Hoy en día, las traducciones técnicamente competentes, las monografías contemporáneas elaboradas, así como cientos de dibujos de petroglifos coloreados de Mary Boyle permanecen y pertenecen a los fundamentos de la investigación arqueológica de los petroglifos.
Estudió en la Universidad de Madrid con el catedrático Hugo Obermaier en 1931, y tradujo al inglés su trabajo con Henri Breuil sobre la cueva de Altamira, en 1935.
Boyle nunca se casó ni tuvo hijos. La mayor parte de los papeles de Breuil y Boyle se depositaron en el Muséum national d'histoire naturelle. Falleció el 22 de diciembre de 1974 en una residencia de Crosne, cerca de París, tenía 93 años. Tras la muerte de Boyle en 1974, todos los documentos que quedaban en su poder se depositaron en el Musée des Antiquités nationales (MAN) de Saint-Germain-en-Laye.

## Publicaciones

### Poesía
Publicó dos libros de poesía relacionados con la Primera Guerra Mundial, "Pilate in Exile at Vienne" (1915) y "Aftermath: Poems" (1916), dedicado a la memoria de su hermano, David Erskine Boyle, un soldado profesional asesinado en 1914 cerca de Cambrai. En 1919, Mary realizó un breve curso certificado de literatura francesa en la Universidad de Grenoble. También publicó otros sobre temas más diversos: "Drum-na-Keil" (1921), "Daisies and Apple Trees" (1922) y "Herodias Inconsolable" (1923). También contribuyó con dos poemas a "Holyrood: A Garland of Modern Scots Poems" (1929).

### Arqueología
Además de sus traducciones y de los cientos de dibujos de petroglifos que hizo en color, Boyle escribió monografías que fueron fundamentales para la investigación en prehistoria. En 1924 publicó El hombre ante la historia, que, al parecer, se vendió bien a ambos lados del Atlántico y fue utilizado en Estados Unidos por la Unión Nacional de Educación de Padres (1937). También publicó un libro sobre la cueva de Barma Grande, cerca de Ventimiglia (Italia), en 1925, y otro bastante denso sobre la historia del arte rupestre, En busca de nuestros antepasados, en 1927.
- 1924. Man before History: a Short Account of Prehistoric Times. London: George G. Harrap and Co./Boston, Little, Brown and Company.
- 1925. Barma Grande. The Great Cave and its Inhabitants. Grimaldi di Ventimiglia: Abbo frères et Cie.
- 1927. In Search of our Ancestors: an Attempt to Retrace Man´s Origin and Development from Later Ages Back to their Beginnings. London: George G. Harrap and Co.
- 1963. Recollections of the Abbé Breuil. Antiquity 37: 12-18. Boyle, M.E., Garrod, D., Burkitt, M.C., Field, H., Oakley, K. y Daniel, G.,
- 1966. Preface. En Breuil, H., The White Lady of The Brandberg: 9. London: Trianon Press for the Abbé Breuil Trust.
- 1971. L’abbé Breuil, grand prêtre de la préhistoire. Sélection du Reader’s Digest 49(5): 85-97.